# Charles Scribner's Sons
La Charles Scribner's Sons, anche Scribner's o Scribner, è una casa editrice statunitense con sede a New York, nota per la pubblicazione di autori statunitensi come Ernest Hemingway, F. Scott Fitzgerald, Kurt Vonnegut, Marjorie Kinnan Rawlings, Stephen King, Robert A. Heinlein, Thomas Wolfe, George Santayana, John Clellon Holmes, Don DeLillo e Edith Wharton.
Ha pubblicato lo Scribner's Magazine per molti anni.
Più recentemente vari titoli e autori del suo catalogo hanno ottenuto riconoscimenti come il Premio Pulitzer e il National Book Award.
Nel 1978 la società si è fusa con Atheneum Books dando vita a The Scribner Book Companies, che a sua volta è stata assorbita dalla Macmillan Publishers nel 1984.
Simon & Schuster ha acquistato Macmillan nel 1994. Da questo momento solo le operazioni riguardanti il commercio librario e le opere di consultazione continuano a portare l'originale nome di famiglia.
La precedente sigla editoriale, ora semplicemente Scribner, è stata mantenuta da Simon & Schuster, mentre il dipartimento consultazione è divenuto proprietà dell'editore Gale a partire dal 1999.